# Кунц, Эрих (хоккеист на траве)
Эрих Кунц (нем. Erich Cuntz; 23 декабря 1916 — 1 июня 1975) — немецкий хоккеист на траве, нападающий. Серебряный призёр летних Олимпийских игр 1936 года.

## Биография
Эрих Кунц родился 23 декабря 1916 года.
Играл в хоккей на траве за «Заксенхаузен-1857» из Франкфурта-на-Майне, в составе которого выиграл чемпионат Германии в 1939 и 1943 годах.
В 1936 году вошёл в состав сборной Германии по хоккею на траве на летних Олимпийских играх в Берлине и завоевал серебряную медаль. Играл на позиции нападающего, провёл 1 матч, забил 2 мяча в ворота сборной Афганистана.
В 1935—1949 годах провёл за сборную Германии 11 матчей.
Умер 1 июня 1975 года.